# Monorotaia Tama Toshi
La Linea Monorotaia Tama Toshi (多摩都市モノレール線?, Tamatoshi Monorēru-sen), chiamata anche Monorotaia Tama, è un sistema di trasporto suburbano dell'area periferica occidentale di Tokyo, posseduta e gestita dalla Tokyo Tama Intercity Monorail Co. Ltd.. È una monorotaia del tipo ferrovia a sella. La linea è doppia e si snoda per 16 chilometri tra le città di Higashiyamato e Tama, e impiega 36 minuti per completare il tragitto.

## Storia

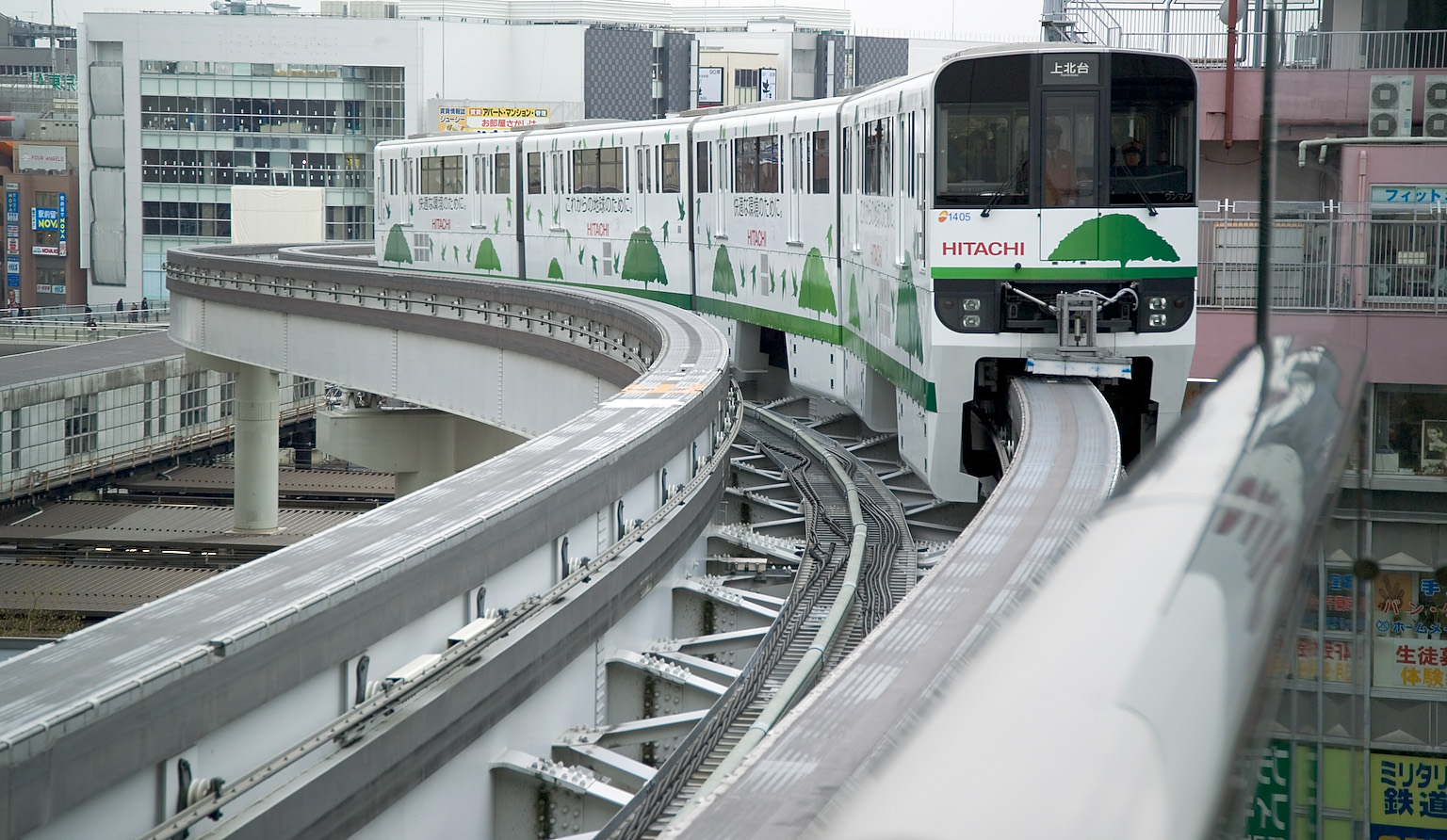
Convoglio della linea

La monorotaia fu inaugurata nel 1998 nel tratto tra Kamikitadai e Tachikawa-Kita, per poi essere estesa nel 2000 fino a Tama.
La stazione di Tachikawa-Kita (Nord) e la stazione di Tachikawa-Minami (Sud) sono le più importanti e le più trafficate poiché consentono la coincidenza con la linea Rapida Chūō della JR East presso la stazione di Tachikawa.

## Percorso
- Tutte le stazioni si trovano nell'area metropolitana di Tokyo

| Colore | Stazione                    | in Giapponese      | Dist. interst. | Dist. totale | min | Collegamenti | Posizione     |
| ------ | --------------------------- | ------------------ | -------------- | ------------ | --- | --- | ------------- |
|        | Kamikitadai                 | 上北台             |                | 0,0          | 0   | | Higashiyamato |
|        | Sakura-Kaidō                | 桜街道             | 0,7            | 0,7          | 2   | | Higashiyamato |
|        | Tamagawa-Jōsui              | 玉川上水           | 0,8            | 1,5          | 4   | Ferrovie Seibu: Linea Seibu Haijima | Higashiyamato |
|        | Sunagawa-Nanaban            | 砂川七番           | 1,0            | 2,5          | 6   | | Tachikawa     |
|        | Izumi-Taiikukan             | 泉体育館           | 0,5            | 3,0          | 7   | | Tachikawa     |
|        | Tachihi                     | 立飛               | 0,6            | 3,6          | 9   | | Tachikawa     |
|        | Takamatsu                   | 高松               | 0,7            | 4,2          | 10  | | Tachikawa     |
|        | Tachikawa-Kita              | 立川北             | 1,2            | 5,4          | 13  | Linea Principale Chūō Linea Ōme Linea Nambu (alla Stazione di Tachikawa) | Tachikawa     |
|        | Tachikawa-Minami            | 立川南             | 0,4            | 5,8          | 14  | Linea Principale Chūō Linea Ōme Linea Nambu (alla Stazione di Tachikawa) | Tachikawa     |
|        | Shibasaki-Taiikukan         | 柴崎体育館         | 0,7            | 6,5          | 16  | | Tachikawa     |
|        | Kōshū-Kaidō                 | 甲州街道           | 1,5            | 8,0          | 19  | | Hino          |
|        | Manganji                    | 万願寺             | 1,3            | 9,3          | 21  | | Hino          |
|        | Takahatafudō                | 高幡不動           | 1,2            | 10,5         | 24  | Linea Keiō Linea Keiō Dōbutsuen | Hino          |
|        | Hodokubo                    | 程久保             | 0,8            | 11,3         | 26  | | Hino          |
|        | Tama-Dōbutsukōen            | 多摩動物公園       | 1,0            | 12,3         | 28  | Linea Keiō Dōbutsuen | Hino          |
|        | Chūō-Daigaku-Meisei-Daigaku | 中央大学・明星大学 | 1,1            | 13,4         | 30  | | Hachiōji      |
|        | Ōtsuka Teikyō-Daigaku       | 大塚・帝京大学     | 0,9            | 14,3         | 32  | | Hachiōji      |
|        | Matsugaya                   | 松が谷             | 0,8            | 15,1         | 34  | | Hachiōji      |
|        | Tama-Center                 | 多摩センター       | 0,9            | 16,0         | 36  | Keiō Corporation: Linea Keiō Sagamihara (alla stazione di Keiō Tama-Center, 5 minuti a piedi) Ferrovie Odakyū: Linea Odakyū Tama (alla stazione di Odakyū Tama-Center, 5 minuti a piedi) | Tama          |

## Galleria d'immagini

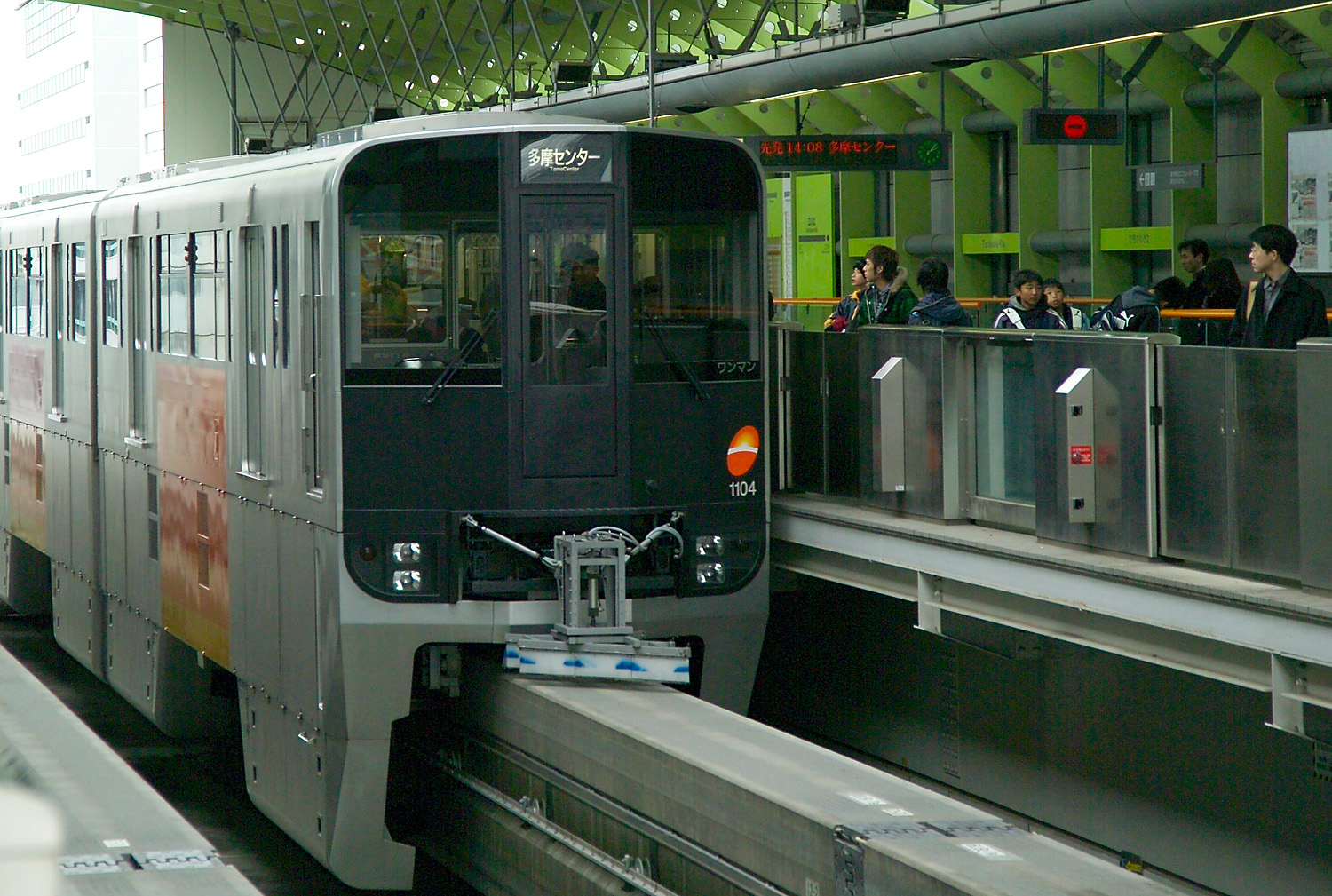
Convoglio fermo in una stazione
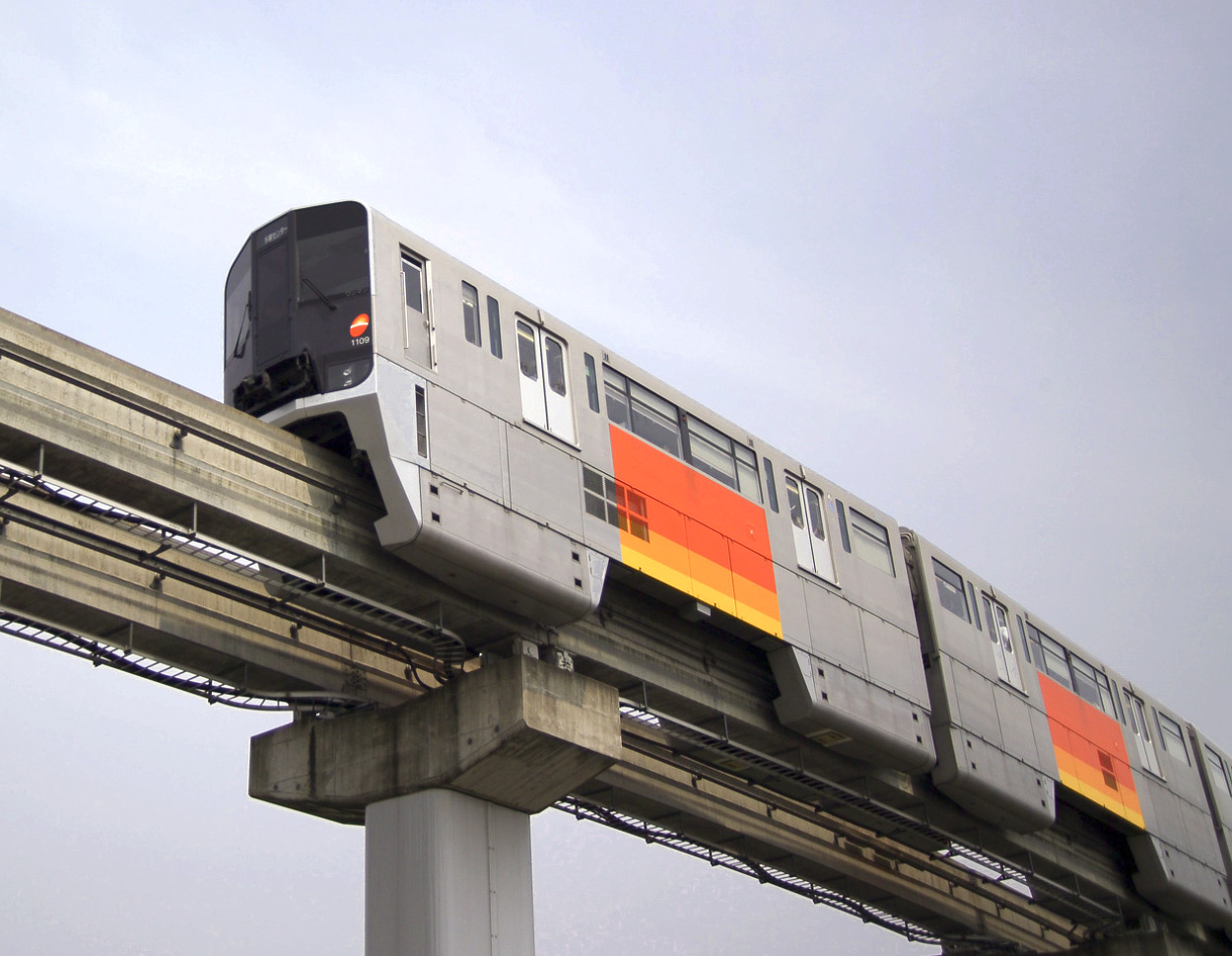
Convoglio in corsa